# International Symposium on the Analytic Hierarchy Process
International Symposium on the Analytic Hierarchy Process (ISAHP) ou Simpósio Internacional sobre o AHP é uma conferência bienal sobre métodos de tomada de decisão com múltiplos critérios , particularmente, os métodos Analytic Hierarchy Process (AHP) e, sua extensão, o Analytic Network Process, ambos desenvolvidos pelo matemático norte-americano Thomas L. Saaty. O ISAHP une pesquisadores, professores e usuários do AHP de todo o mundo para compartilhar seus resultados e sua experiência prática na tomada de decisão. Os artigos apresentados no ISAHP cobrem os principais resultados da pesquisa internacional sobre o AHP e trazem soluções para desafios atuais de importantes áreas da tomada de decisão .
| Edição | Ano  | Cidade, País          | Local                          | Links                            | No. artigos |
| ------ | ---- | --------------------- | ------------------------------ | -------------------------------- | ----------- |
| I      | 1988 | Tianjin, China        | Universidade de Tianjin        | Não disponível (ND)              | ND          |
| II     | 1991 | Pittsburgh, EUA       | Universidade de Pittsburgh     | ND                               | ND          |
| III    | 1994 | Washington, EUA       | Universidade George Washington | ND                               | ND          |
| IV     | 1996 | Vancouver, Canadá     | Universidade Simon Fraser      | ND                               | ND          |
| V      | 1999 | Kobe, Japão           | ND                             | ND                               | ND          |
| VI     | 2001 | Berna, Suíça          | Hotel Allegro                  | Conference Proceedings           | 57          |
| VII    | 2003 | Bali, Indonésia       | Hotel Melia                    | Conference Proceedings           | 74          |
| VIII   | 2005 | Honolulu, EUA         | Universidade do Havaí          | Conference Proceedings           | 75          |
| IX     | 2007 | Viña del Mar, Chile   | Hotel del Mar                  | Conference Proceedings           | 66          |
| X      | 2009 | Pittsburgh, EUA       | Universidade de Pittsburgh     | Conference Proceedings           | 85          |
| XI     | 2011 | Sorrento, Itália      | Hotel Hilton                   | Conference Proceedings           | 160         |
| XII    | 2013 | Kuala Lumpur, Malásia | Hotel Istana                   | Past Proceedings                 | 95          |
| XIII   | 2014 | Washington, EUA       | Grand Hyatt Washington         | ND                               | ND          |
| XIV    | 2016 | Londres, Reino Unido  | Hotel Hilton Paddington        | "Divide, compare, pool and rule" | ND          |